# Bèumont (Gers)
Bèumont (en francès Beaumont) és un municipi francès situat al departament del Gers i a la regió d'Occitània.

## Geografia

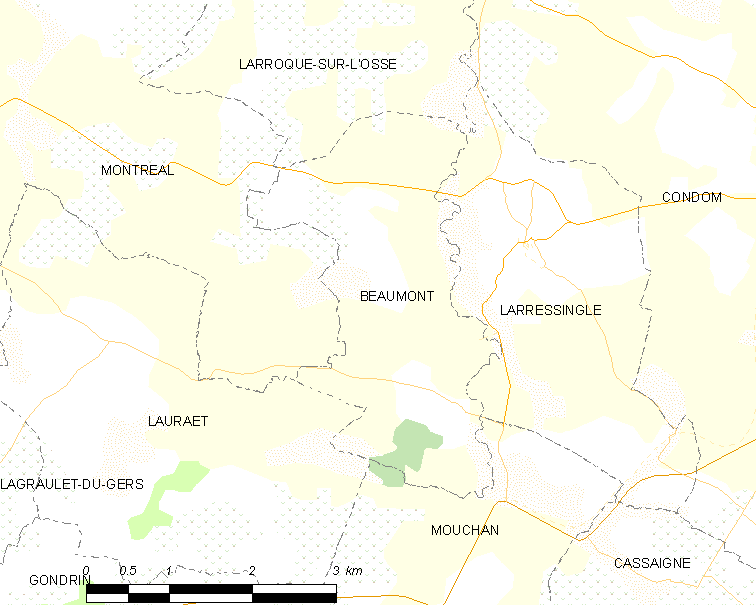
Mapa de la comuna de Bèumont

## Administració
| Període | Identitat      | Partit        |
| ------- | -------------- | ------------- |
| 2001-   | Mario Spagnoli | Divers droite |

## Demografia
| 1962                                       | 1968 | 1975 | 1982 | 1990 | 1999 | 2006 |
| ------------------------------------------ | ---- | ---- | ---- | ---- | ---- | ---- |
| 93                                         | 144  | 139  | 105  | 114  | 112  | 101  |
| Des de 1962: població sense dobles comptes |      |      |      |      |      |      |